# Jó
Jó, por vezes grafado como Job, também denominado de patriarca Jó (em árabe: أيوب; romanizado: Ayyūb), foi um profeta gentio (não israelita) de acordo com a literatura rabínica; um profeta mensageiro de Alá de acordo com a religião Islã; protagonista do Livro de Jó pertencente ao Antigo Testamento bíblico (considerado o livro mais antigo); descendente de quinto grau de Abraão (partir do qual teriam se desenvolvido as religiões abraâmicas).
De acordo com a tradição, teria vivido na terra de Uz, local que até hoje não foi identificado ao certo pela ausência de evidências e pelo fato de a narrativa bíblica do mesmo se apresentar mais como uma poesia épica do que um relato factual. Sua existência como pessoa histórica é motivo de muitos debates, principalmente entre rabinos intérpretes da Torá (os cinco primeiros livros da Bíblia hebraica), muito embora ele seja citado na Bíblia como pessoa histórica (Ezequiel 14: e Tiago 5:11). 

## Biografia
Segundo o relato, Jó era neto de Esau e filho de Zerá, tendo casado com uma mulher árabe, com quem teve um único filho chamado Henon e, teria vivido na terra de Uz.
Dos reis que reinaram em Hedom, país também governado por ele (Gênesis 36:33), o primeiro foi Balaque, filho de Beor, e sua capital chamava-se Denaba. Depois de Balaque, reinou Jobabe, que depois se chamou Job (Jó), e, depois deste Husam (Asom), chefe da região de Temã; em seguida Adade filho de Barade, que derrotou os Midianitas no campo de Moabe, e sua capital chamava-se Getaim (Gênesis 36:31–35). Alguns amigos que o visitaram foram Elifaz de Temã (descendente de Esaú); Bildade de Chua, soberano dos saqueus e Zofar de Naamã, rei dos mineus. 

## História
Nasceram-lhe sete filhos e três filhas (Jó 1:2). Possuía ele sete mil ovelhas, três mil camelos, mil juntas de bois e quinhentas jumentas, tendo também muitos servos; de modo que este era economicamente o maior de todos do Oriente.
Chegado o dia em que os filhos de Deus vieram apresentar-se perante o Senhor, veio também Satanás entre eles. Disse o Senhor a Satanás: "Notaste porventura o meu servo Jó, que ninguém há na terra semelhante a ele, homem íntegro e reto, que teme a Deus, e se desvia do mal?" (Jó 1, 6 e, 8). Satanás, entretanto, desafia a integridade de Jó, e então Deus permite que Satanás interfira em sua vida, resultando na tragédia de Jó: a perda instantânea de seus bens, de seus filhos e de sua saúde.
Jó, porém, não blasfemou (difamação) contra Deus, mas em vez disso, levantou-se, rasgou o seu manto, raspou a sua cabeça e, prostrando-se ao chão, adorou ao Senhor; e disse: "nu saí do ventre da minha mãe, e nu tornarei para lá. Deus me deu, e Deus tirou; bendito seja o nome do Senhor" (Jó 1:20–21).
Deus permitiu que Satanás ferisse Jó com úlceras malignas, da planta do pé ao alto da cabeça. (Jó 2, 7)
Após a narração desses fatos, sucederam debates entre Jó e seus amigos (Elifaz, Beldade e Sofar) sobre a grandeza dos propósitos da divindade e sobre os mistérios da vida humana e sua culpabilidade. Ao final, Deus os repreende, e Jó responde: "Antes eu Te conhecia de ouvir falar, mas agora meus olhos Te veem".
E Deus reverteu a situação de Jó, enquanto ele orava pelos amigos, devolvendo-o em dobro a tudo quanto antes possuía de bens materiais, além de vir a ter outros sete filhos e três filhas (consideradas as mais belas da época). Depois disto Jó viveu cento e quarenta anos, e morreu velho e com muitos anos. Quando Jó perdera tudo deveria ter 70 anos, acrescentado mais 140 anos, entende-se que ele viveu até os 210 anos.